# Кардаш, Оксана Владимировна
Оксана Владимировна Кардаш (род. 29 апреля 1987, Москва) ― российская артистка балета, солистка Московского музыкального театра имени К. С. Станиславского и Вл. И. Немировича-Данченко. Заслуженная артистка России (2019).

## Биография
Родилась 29 апреля 1987 года в Москве. В 2005 году окончила Хореографическое училище Натальи Нестеровой (класс Т. В. Горской). После выпуска была принята в балетную труппу Московского музыкального театра имени К. С. Станиславского и Вл. И. Немировича-Данченко.
В 2018 году получила высшее образование, окончив балетмейстерский факультет ГИТИСа по специальности «педагогика хореографии» (курс Нины Семизоровой).
Участвовала в гала-концерте театра, приуроченном к 200-летнему юбилею Мариуса Петипа (гран-па из балета «Пахита» в редакции Пьера Лакотта, 23—24 апреля 2018). По приглашению Лорана Илера участвовала в танцевальном фестивале в Театре Парижа, вместе с партнёром Иваном Михалёвым исполнив фрагменты из «Лебединого озера» Бурмейстера (июнь 2019). С ним же участвовала в российской премьере балета «Дон Кихот» в редакции Рудольфа Нуриева (ноябрь 2018), в гала-концерте, приуроченном к 150-летнему юбилею Пермского театра оперы и балета (5 декабря 2020 года) и в спектакле «Лебединое озеро», приуроченном к 75-летнему юбилею Маргариты Дроздовой (6 июня 2023), которая является её педагогом в театре.

## Репертуар

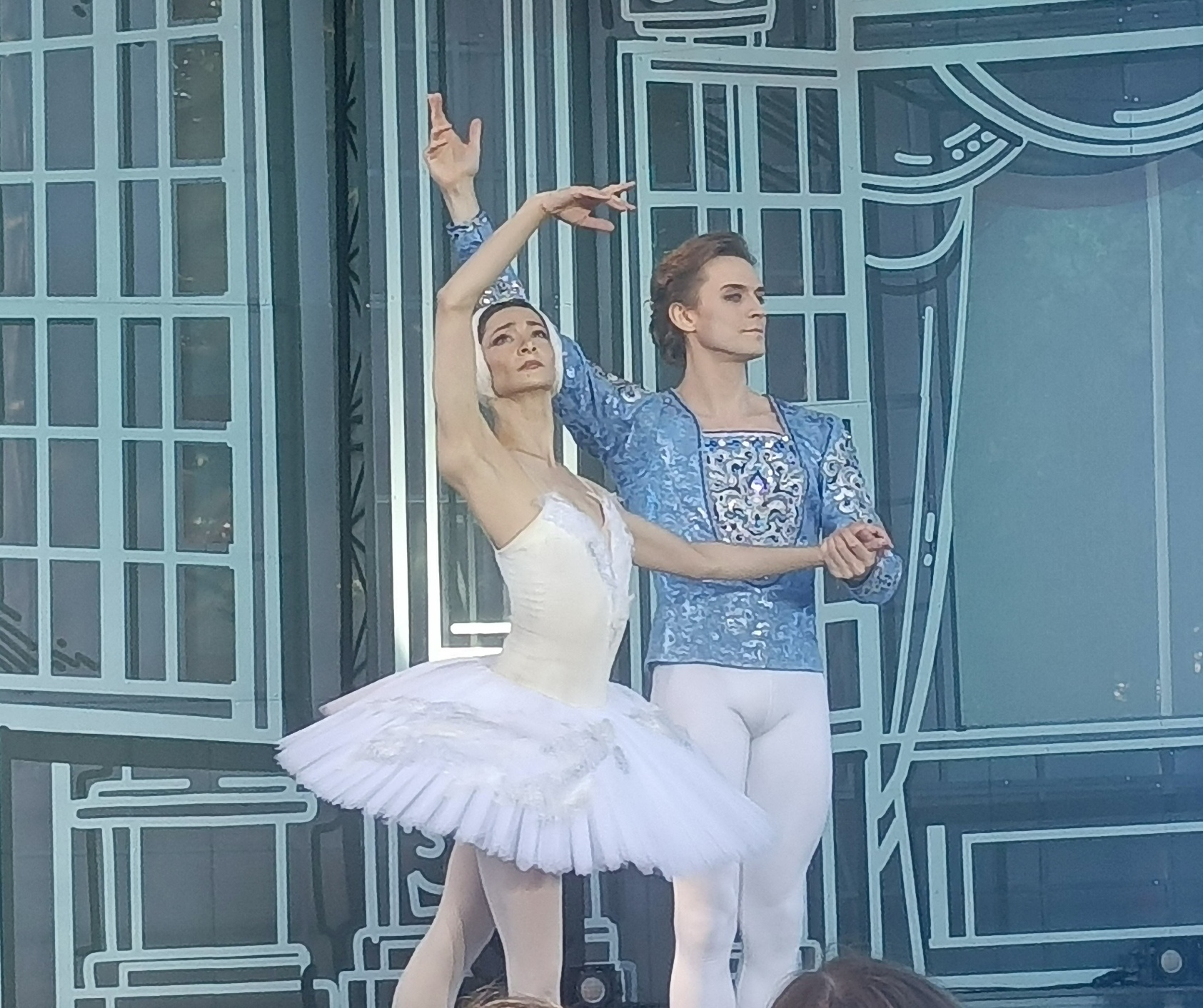
С Денисом Родькиным, «Лебединое озеро»

- Одетта/Одиллия («Лебединое озеро» Чайковского, хореография Владимира Бурмейстера)
- Повелительница дриад («Дон Кихот» Минкуса, хореография Алексея Чичинадзе)
- Китри («Дон Кихот» Минкуса, хореография Рудольфа Нуреева)[6]
- Повелительница дриад («Дон Кихот» Минкуса, хореография Рудольфа Нуреева)
- Мари («Щелкунчик» Чайковского, хореография Юрия Посохова)
- Джульетта («Ромео и Джульетта» хореография Максима Севагина на музыку Сергея Прокофьева)
- Павлова («Класс-концерт» музыка Д. Обера и Ж. Оффенбаха, хореография Максима Севагина)
- «Последний сеанс» (хореография Павла Глухова, музыка Настасьи Хрущёвой)
- «Блум» (хореография Максима Севагина на музыку Антонина Дворжака)
- Смерть («Нет никого справедливей смерти» хореография Максима Севагина на музыку Альберто Хинастеры)
- Сольная партия в балете «Autodance» хореография Шарон Эяль
- Никия («Баядерка» Минкуса, хореография Наталии Макаровой по Мариусу Петипа)
- Гамзатти («Баядерка» Минкуса, хореография Наталии Макаровой по Мариусу Петипа)
- Татьяна («Татьяна» Авербах, хореография Джона Ноймайера)
- Катерина («Каменный цветок» Сергея Прокофьева, хореография Юрия Григоровича)
- Хозяйка Медной горы («Каменный цветок» Сергея Прокофьева, хореография Юрия Григоровича)
- Митци Каспар («Майерлинг» Кеннета Макмиллана на музыку Листа)
- Манон («Манон» Кеннета Макмиллана на музыку Массне)
- Любовница Леско («Манон» Кеннета Макмиллана на музыку Массне)
- Жизель («Жизель» Адана, хореография Жана Коралли, Жюля Перро и Мариуса Петипа в редакции Лорана Илера)
- Мирта («Жизель» Адана, хореография Жана Коралли, Жюля Перро и Мариуса Петипа в редакции Лорана Илера)
- Злюка («Золушка» Сергея Прокофьева, хореография Олега Виноградова)
- Эсмеральда («Эсмеральда» Пуни — Глиэра — Василенко, хореография Владимира Бурмейстера)
- Флер-де-Лис («Эсмеральда» Пуни — Глиэра — Василенко, хореография Владимира Бурмейстера)
- Маша-принцесса («Щелкунчик» Чайковского, хореография Василия Вайнонена)
- Анна Каренина («Анна Каренина» на музыку Рахманинова, Цинцадзе, Барданашвили и Лютославского, хореография Кристиана Шпука)

Исполняет сольные партии в балетах «Бессоница», «Маленькая смерть» и «Восковые крылья» Иржи Килиана, «За вас приемлю смерть» и «В лесу» Начо Дуато, «Первая вспышка» Йормы Эло, «В ночи» и «Концерт» Джерома Роббинса, «Маргарита и Арман» и «Рапсодия» Фредерика Аштона, «Сюита в белом» Сержа Лифаря и «Вторая деталь» Уильяма Форсайта, «Серенада» Джорджа Баланчина и «Тюль» Александра Экмана, «Призрачный бал» Дмитрия Брянцева и «Одинокий Джордж» Марко Гёке, «Пижамная вечеринка» Андрея Кайдановского, «Прогулка сумасшедшего» Йохана Ингера.

## Награды
- 2018 — Благодарность Мэра Москвы
- 2019 — Заслуженная артистка Российской Федерации (29 апреля 2019 года) — за большой вклад в развитие отечественной культуры и искусства, многолетнюю плодотворную деятельность[7]
- 2021 — Национальная театральная премия «Золотая маска» в номинации «Балет / Лучшая женская роль» за партию Китри в балете «Дон Кихот»[8][9]
- 2022 — Национальная театральная премия «Золотая маска» в номинации «Балет — Современный танец / Женская роль» за роль в балете «Autodance»[10].
- 2022 — Премия Президента Российской Федерации для молодых деятелей культуры за выдающееся исполнительское мастерство и вклад в развитие отечественного хореографического искусства[11].